# Ligney
Ligney is een dorp in de Belgische provincie Luik en een deelgemeente van de gemeente Geer. Het was een zelfstandige gemeente tot het bij de fusie van 1977 toegevoegd werd aan de gemeente Geer.

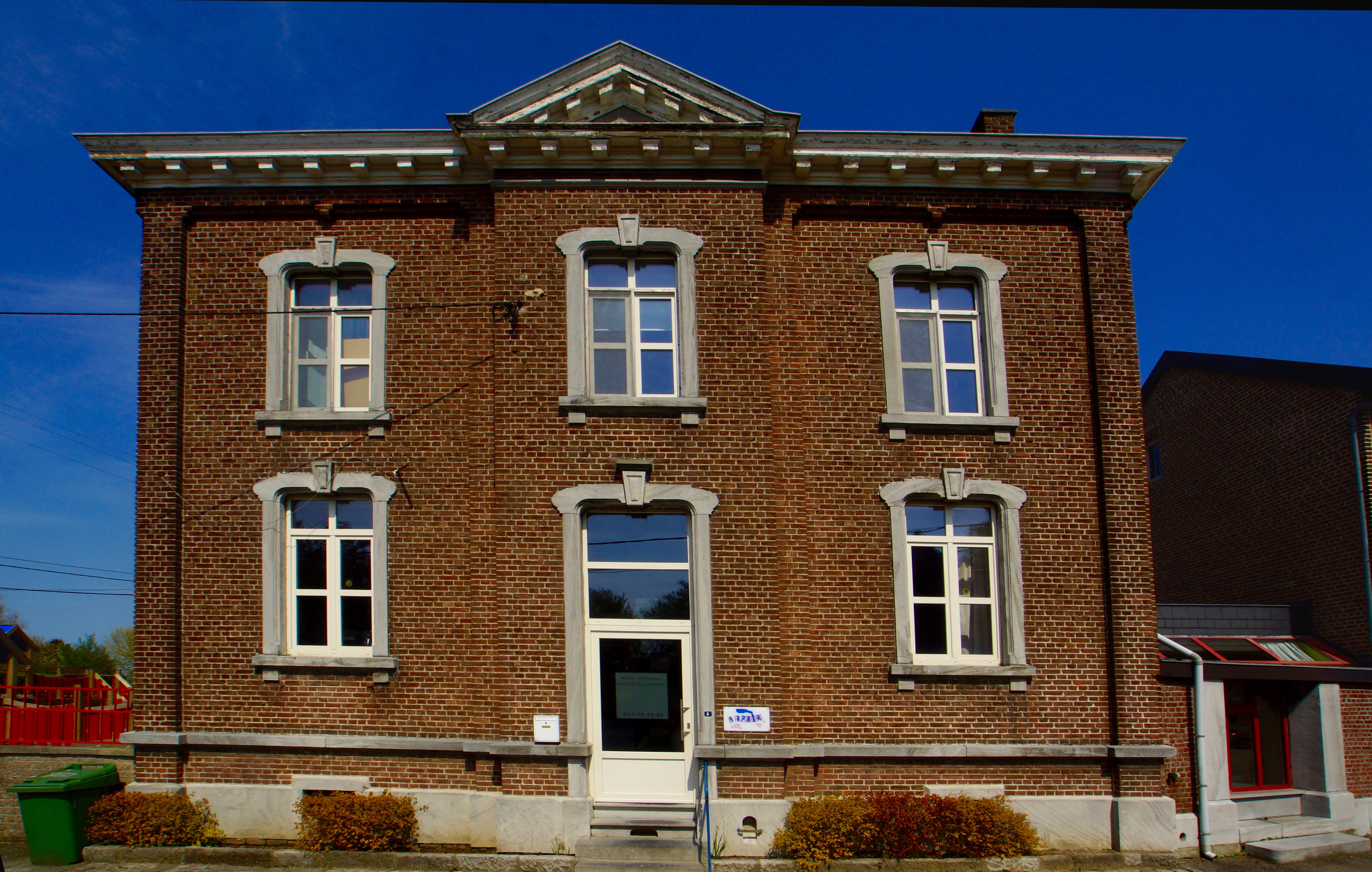
Oud gemeentehuis

Ligney ligt in Droog-Haspengouw ten zuidoosten van de dorpskom van Geer. De Jeker vormt de noordgrens van de deelgemeente, die een langgerekte vorm in noord-zuidrichting heeft, en de oude Romeinse heerweg van Tongeren naar Bavay (de huidige N69) vormt de zuidgrens. De dorpskom van Ligney die net ten zuiden van de Jeker aan de weg van Omal naar Geer ligt, sluit aan op deze van Darion. Ligney is een landbouwdorp met vooral akkerbouw en fruitteelt. Het dorp heeft geen kerk en behoort kerkelijk tot de parochie Darion.

## Geschiedenis
Ligney was een heerlijkheid in het baljuwschap Hannuit dat deel uitmaakte van het hertogdom Brabant. Tot in 1630 stond de heerlijkheid rechtstreeks onder het gezag van de hertog. In dat jaar verpandde koning Filips IV van Spanje de heerlijkheid.

## Bezienswaardigheden
- De Onze-Lieve-Vrouw-van-Lourdeskapel (Chapelle Notre-Dame de Lourdes) is een neogotische kapel uit 1898, gelegen in het gehucht Entre les Tiges. Deze kapel werd in 1978 samen met haar omgeving beschermd werd als landschap.
- Het Château de l'Enclos dat dateert van omstreeks 1800, met enkele dienstgebouwen.
- De Ferme Devillers, een vierkantshoeve uit de 18de eeuw.

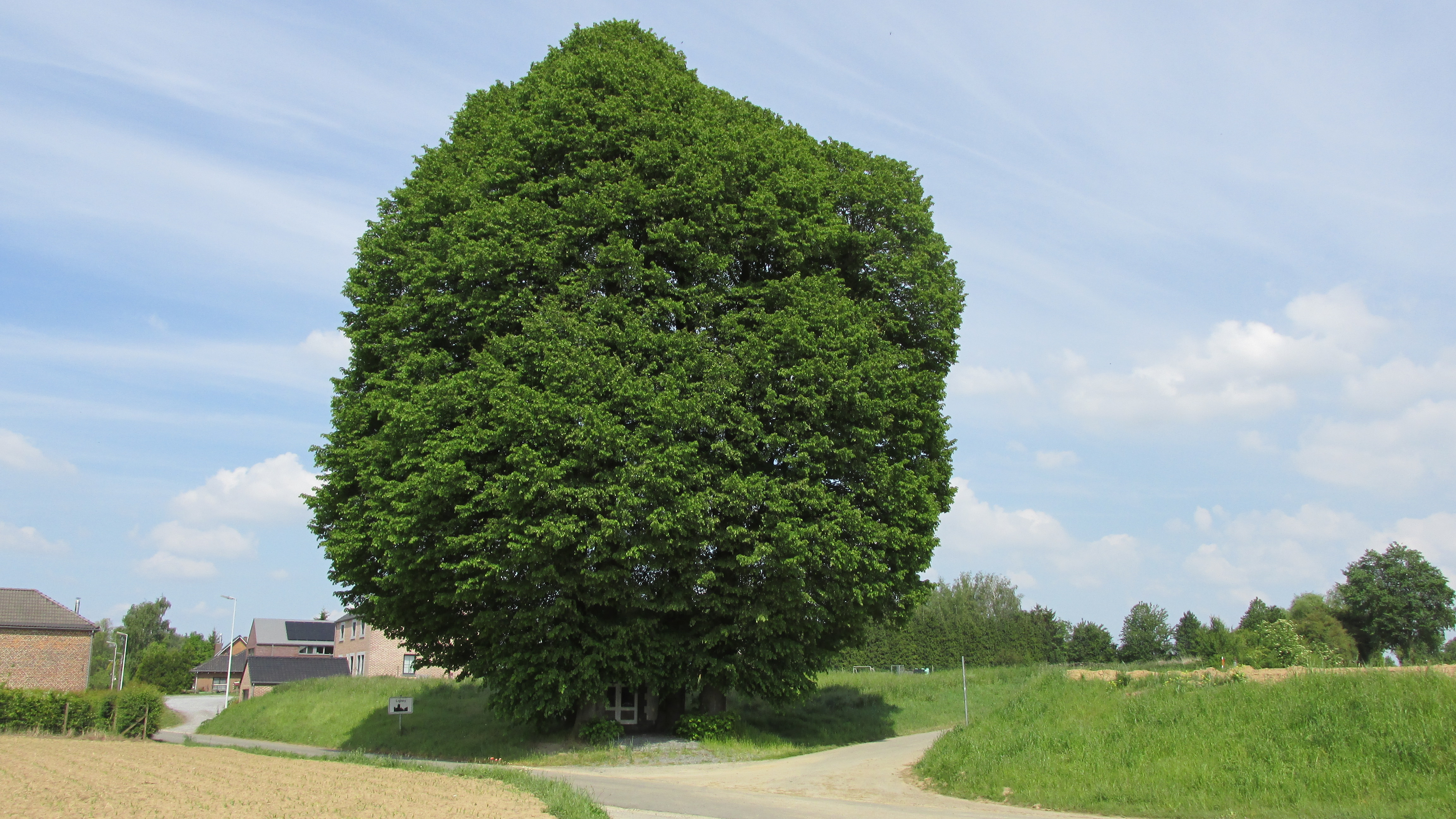
Entre les Tiges

Ligney is vastgebouwd aan Darion. Het heeft geen kerk. De hoogte aan het kasteel is 131 meter.

## Demografische ontwikkeling
- Bronnen:NIS, Opm:1831 tot en met 1970=volkstellingen, 1976= inwoneraantal op 31 december

## Nabijgelegen kernen
Darion, Geer, Omal, Tourinne
Deelgemeenten: Boëlhe · Darion · Geer · Hollogne-sur-Geer · Lens-Saint-Servais · Ligney · Omal

Belgische gemeenten · arrondissement Borgworm · provincie Luik · Wallonië